# Carnival Games
Carnival Games est une série de jeux vidéo. En juin 2018, elle s'était vendue à plus de 9,5 millions d'exemplaires.

## Titres
- 2007 : Carnival : Fête foraine, Carnival Games ou Carnival Funfair Games en version originale (Wii, Nintendo DS, iOS)
- 2008 : Carnival Games: Mini-Golf (Wii)
- 2010 : Carnival : Fête foraine - Nouvelles Attractions, New Carnival Games en version originale (Wii, Nintendo DS)

Noté 6/20 sur Nintendo DS par Jeuxvideo.com
- 2011 : Carnival Games Vol. II (iOS)
- 2011 : Carnival : Bouge ton corps !, Carnival Games: Monkey See, Monkey Do! en version originale (Xbox 360)

Noté 8/20 sur Jeuxvideo.com
- 2011 : Carnival Far West 3D, Carnival Games: Wild West 3D en version originale (Nintendo 3DS)

Noté 7/20 sur Jeuxvideo.com
- 2016 : Carnival Games VR (Windows, PlayStation 4)
- 2018 : Carnival Games (Nintendo Switch, PlayStation 4, Xbox One)